# Ciumârna, Suceava
Ciumârna (în ucraineană Чюмирна) este un sat în comuna Vatra Moldoviței din județul Suceava, Bucovina, România.
Se află în partea centrală a județului, la poalele vestice ale Obcinei Mari. Între această localitate și Mănăstirea Sucevița se află Monumentul Drumarilor, ridicat la o altitudine de peste 1.000 metri în pasul Ciumârna. În localitate locuiesc huțuli. Aici se află o biserică de lemn ce datează de la sfârșitul secolului al XVII-lea.

## Recensământul din 1930
Componența etnică a satului Ciumârna
     Ruteni (93,46%)
     Români (6,31%)
     Germani (0,23%)
Componența confesională a satului Ciumârna
     Ortodocși (96,97%)
     Adventiști de ziua a 7-a (2,57%)
     Greco-catolici (0,23%)
     Evanghelici\Luterani (0,23%)
Conform recensământului efectuat în 1930, populația satului Ciumârna se ridica la 428 locuitori. Majoritatea locuitorilor erau ruteni (93,46%), cu o minoritate de germani (0,23%) și una de români (6,31%). Din punct de vedere confesional, majoritatea locuitorilor erau ortodocși (96,97%), dar existau și adventiști (2,57%), greco-catolici (0,23%) și evanghelici\luterani (0,23%).

## Obiective turistice
- Biserica de lemn din Ciumârna – construită în 1698 în Câmpulung Moldovenesc și mutată în Ciumârna în 1887.

## Legături externe
pl Czumarna în Dicționarul geografic al Regatului Poloniei și al altor țări slave, volum I (Aa — Dereneczna) anul 1880